# Универсальный асинхронный приёмопередатчик
Универсальный асинхронный приёмопередатчик (УАПП, англ. Universal Asynchronous Receiver-Transmitter,  UART) — узел вычислительных устройств, предназначенный для организации связи с другими цифровыми устройствами. Преобразует передаваемые данные в последовательный вид таким образом, чтобы было возможно передать их по одной физической цифровой линии другому аналогичному устройству. Метод преобразования стандартизован и широко применяется в компьютерной технике (особенно во встраиваемых устройствах и системах на кристалле (SoC)).
UART представляет собой логическую схему, с одной стороны подключённую к шине вычислительного устройства, а с другой имеющую два или более выводов для внешнего соединения.
UART может представлять собой отдельную микросхему (например, Intel I8251, I8250) или являться частью большой интегральной схемы (например, микроконтроллера). Используется для передачи данных через последовательный порт компьютера.

## Метод передачи и приёма
Передача данных в UART осуществляется по одному биту за равные промежутки времени. Этот временной промежуток определяется заданной скоростью UART и для конкретного соединения указывается в бодах (что в данном случае соответствует битам в секунду). Существует общепринятый ряд стандартных скоростей: 300; 600; 1200; 2400; 4800; 9600; 19200; 38400; 57600; 115200; 230400; 460800; 921600 бод. Скорость ({\displaystyle S}, бод) и длительность бита ({\displaystyle T}, секунд) связаны следующим соотношением {\displaystyle T=1/S}. Скорость в бодах иногда называют сленговым словом бодрейт (англ. baud rate) или битрейт (англ. bit rate).
Помимо информационных битов, UART автоматически вставляет в поток синхронизирующие метки, так называемые стартовый (англ. start bit) и стоповый (англ. stop bit) биты. При приёме эти лишние биты удаляются из потока. Обычно стартовый и стоповый биты обрамляют один байт информации (8 битов), при этом младший информационный бит передаётся первым, сразу после стартового. Встречаются реализации UART, передающие по 5, 6, 7 или 9 информационных битов. Обрамлённые стартом и стоповым биты являются минимальной единицей пересылаемого сообщения. Некоторые реализации UART используют два стоповых бита для уменьшения вероятности рассинхронизации приёмника и передатчика при плотном трафике. Приёмник игнорирует второй стоповый бит, воспринимая его как короткую паузу на линии.
Принято, что пассивным состоянием (в отсутствие потока данных) входа и выхода UART является логическая единица. Стартовый бит всегда является логическим нулём, поэтому приёмник UART ждёт перепада из 1 в 0 (англ. falling edge) и отсчитывает от него временной промежуток в половину длительности бита (середина передачи стартового бита). Если в этот момент на входе всё ещё 0, то запускается процесс приёма минимальной посылки. Для этого приёмник отсчитывает 9 битовых длительностей подряд (для 8-битных данных), и в каждый момент фиксирует состояние входа. Первые 8 являются принятыми данными, а последнее — проверочным стоповым битом, чьё значение всегда равно 1. Если реально принятое значение иное, то UART фиксирует ошибку.
Для формирования временных интервалов передающий и приёмный UART имеют источник точного времени (тактирования). Точность этого источника должна быть такой, чтобы сумма погрешностей (приёмника и передатчика) установки временного интервала от начала стартового импульса до середины стопового импульса не превышала половины (а лучше — четверти) битового интервала. Для 8-битной посылки это значение {\displaystyle 0.5/9.5\approx 5\%}. На практике, с учётом возможных искажений сигнала в линии, общая ошибка тактирования должна быть не более 3 %. Поскольку в худшем случае ошибки тактов приёмника и передатчика могут суммироваться, то рекомендуемый допуск на точность тактирования UART — не более 1,5 %.
Поскольку синхронизирующие биты занимают часть битового потока, то результирующая пропускная способность UART меньше скорости соединения. Например, для 8-битных посылок формата 8-N-1 синхронизирующие биты занимают 20 % потока, что при физической скорости линии 115 200 бод означает полезную скорость передачи данных 92 160 бит/с или 11 520 байт/с.

### Контроль чётности
| Информационные биты | количество информационных единичных бит | состояние бита контроля чётности при режиме: | состояние бита контроля чётности при режиме: |
| Информационные биты | количество информационных единичных бит | even                                         | odd                                          |
| ------------------- | --------------------------------------- | -------------------------------------------- | -------------------------------------------- |
| 00000000            | 0                                       | 0                                            | 1                                            |
| 10100010            | 3                                       | 1                                            | 0                                            |
| 11010010            | 4                                       | 0                                            | 1                                            |
| 11111110            | 7                                       | 1                                            | 0                                            |

Многие реализации UART имеют возможность автоматически проверять целостность данных методом контроля битовой чётности. Включение или выключение этой функции производится записью соответствующего слова инициализации во внутренний регистр управления UART. Когда эта функция включена, минимальная посылка информационных битов дополняется конечным битом контроля чётности. При передаче посылки логическое устройство подсчитывает число единичных битов в информационной части посылки и по этому числу устанавливает бит контроля чётности в одно из состояний в зависимости от числа единичных бит и заданного текущего режима проверки на чётность.
Существуют режимы контроля на чётность (англ. Even parity) и нечётность (англ. Odd parity). При Even parity бит чётности выставляется в такое состояние, чтобы сумма единичных бит в посылке (включая данные и сам бит четности) являлась чётным числом. При Odd parity бит контроля чётности выставляется так, чтобы сумма всех битов посылки являлась нечётной, как показано в таблице.
При приёме посылки логическое устройство UART автоматически подсчитывает число единичных бит в посылке, включая бит чётности. Если в принятой посылке нарушена четность, то это является признаком возникновения ошибки в канале передачи. Ошибки в двоичных передачах сводятся к инверсии битов, поэтому логика контроля чётности может обнаруживать ошибки, только если искажено нечетное количество битов (в 1, 3 и т. д.). Если произошла инверсия, например, двух бит, то такая ошибка не обнаруживается. При обнаружении ошибки чётности логика UART выставляет признак ошибки в слове своего состояния, который может быть прочитан внешним устройством, например, процессором компьютера и ошибка должным образом обработана.

### Короткая запись параметров
Был выработан и прижился короткий способ записи параметров UART, таких, как количество бит данных, наличие и тип бита чётности, количество стоп-бит. Выглядит как запись вида цифра-буква-цифра, где:
- Первая цифра обозначает количество бит данных, например, 8.
- Буква обозначает наличие и тип бита чётности. Встречаются N (No parity) — без бита чётности; E (Even parity) — с битом проверки на чётность, O (Odd parity) — с битом проверки на нечётность;
- Последняя цифра обозначает длительность стоп-бита. Встречаются значения 1, 1.5 и 2 для длительности стоп-бита в 1, 1,5 и 2 битовых интервала, соответственно.

Например, запись 8-N-1 обозначает, что UART настроен на 8 бит данных без бита чётности и один стоповый бит. Для полноты параметров эту запись снабжают указанием скорости UART, например, 9600/8-N-1.

### Break
Некоторые UART обладают возможностью посылать и принимать специальную посылку, называемую Break. Она состоит из непрерывного нулевого состояния линии длительностью заведомо больше минимальной посылки, обычно 1,5 минимальных посылки (для 8N1 это 15 битовых интервалов). Некоторые коммуникационные протоколы используют это свойство, например, протокол LIN использует Break для обозначения нового кадра.

### Управление потоком
Ранние устройства с UART могли быть настолько медлительными, что не успевали обрабатывать поток принимаемых данных. Для решения этой проблемы модули UART иногда снабжались отдельными выходами и входами управления потоком. При заполнении входного буфера логика принимающего UART выставляла на соответствующем выходе запрещающий уровень, и передающий UART приостанавливал передачу. Две отдельные (необязательные) шины RTS и CTS используются в данном случае следующим образом: девайс отправляет на шину RTS сигнал о готовности принять новые данные и считывает сигнал шины CTS чтобы убедиться в готовности принимающего устройства получить данные.
Позже управление потоком возложили на коммуникационные протоколы (например, методом XOn/XOff), и надобность в отдельных линиях управления потоком почти исчезла.
В текущее время управление потоком на аппаратном уровне все еще находит применение, например, в (ультра)энергоэффективных микроконтроллерах.

## Физический уровень
Логическая схема UART имеет схемотехнику входов-выходов, соответствующую полупроводниковой технологии схемы: КМОП, ТТЛ и т. д. Такой физический уровень может быть использован в пределах одного устройства, однако, как правило, непригоден для коммутируемых длинных соединений по причине низкой защищённости от электрического разрушения и помех. Для таких случаев были разработаны специальные физические уровни, такие как токовая петля, RS-232, RS-485, LIN и тому подобные.
Специфической разновидностью физического уровня асинхронного интерфейса является физический уровень IrDA.
Существуют физические уровни UART для сложных сред. В некотором смысле стандартный компьютерный телефонный модем также можно назвать специфическим физическим уровнем асинхронного интерфейса. Существуют специальные микросхемы проводных модемов, сделанных специально как физический уровень асинхронного интерфейса (то есть протокольно прозрачные). Выпускается также радиоканальный физический уровень в виде модулей радиоприёмников и радиопередатчиков.

### Драйвер физического уровня
Для преобразования логических входов-выходов UART в сигналы соответствующего физического уровня применяют специальные электронные схемы, именуемые драйверами. Для всех популярных физических уровней существуют интегральные драйверы в виде микросхем.

### Дуплекс
Логика UART позволяет производить одновременную передачу и прием, обозначаемую термином дуплекс. Однако не все физические уровни позволяют одновременно передавать данные в обе стороны — соответственно применяется термин полудуплекс. Если передача данных физически возможна только в одну сторону — применяют термин симплексной связи.

### Сеть
Изначально UART предназначался для связи двух устройств по принципу «точка-точка». Впоследствии были созданы физические уровни, которые позволяют связывать более двух UART по принципу «один говорит — несколько слушают». Такие физические уровни называют сетевыми. Существуют реализации типа общая шина (когда все приемопередатчики подключены к одному проводу) и кольцо (когда приемники и передатчики соединяют попарно в замкнутое кольцо). Первый вариант проще и встречается гораздо чаще. Второй вариант сложнее, но надежнее и быстрее: гарантируется работоспособность всех узлов (передающий узел услышит эхо своего сообщения, только если оно успешно ретранслировано всеми узлами); любой узел может начинать передачу в любой момент, не заботясь о риске коллизии. Наиболее известные сетевые физические уровни — RS-485 и LIN.

## Поддержка UART в массовых операционных системах
Широкое распространение UART в цифровой технике предопределило встраивание поддержки этого интерфейса в API многих операционных систем. Как правило, этот интерфейс фигурирует в документации ОС как COM-порт или последовательный порт.

### Microsoft Windows
С последовательными портами в Win32 работают как с файлами. Для открытия порта используется функция CreateFile. Портов может быть много, поэтому они обозначаются как COM1, COM2 и т. д. по порядку обнаружения драйверов соответствующих устройств. Первые 9 портов доступны в том числе как именованные каналы для передачи данных (доступны по именам «COM1», «COM2», …), такой метод доступа считается устаревшим. Рекомендуется ко всем портам обращаться как к файлам (по именам «\\.\COM1», «\\.\COM2»,… «\\.\COMx»).
Поиск PnP-имен устройств в системе осуществляется вызовом SetupDiGetClassDevs. В реестре существует раздел HKEY_LOCAL_MACHINE\HARDWARE\DEVICEMAP\SERIALCOMM, в котором отображаются имеющиеся в данный момент COM-порты.
Для каждого порта в реестре имеется раздел. Эти разделы имеют такие имена:
```
HKEY_LOCAL_MACHINE\SYSTEM\CurrentControlSet\Services\Serial\Parameters\Serial10000,
```

где последнее значение «Serial10000» — уникальный номер для каждого нового добавленного в систему COM-порта, для второго — «Serial10001» и т. д.

### UNIX
COM-порты в операционной системе Unix (Linux) — это файлы символьных устройств. Обычно эти файлы располагаются в каталоге /dev и называются
- ttyS0, ttyS1, ttyS2 и т. д. в Linux
- ttyd0, ttyd1, ttyd2 и т. д. (или ttyu0, ttyu1, ttyu2 и т. д. начиная с версии 8.0) в FreeBSD
- ttya, ttyb, ttyc и т. д. в Solaris
- ttyf1, ttyf2, ttyf3 и т. д. в IRIX
- tty1p0, tty2p0, tty3p0 и т. д. в HP-UX
- tty01, tty02, tty03 и т. д. в Digital Unix
- ser1, ser2, ser3 и т. д. в QNX

Для программного доступа к СОМ-порту необходимо открыть на чтение/запись соответствующий файл и сделать вызовы специальных функций tcgetattr (для того, чтобы узнать текущие настройки) и tcsetattr (чтобы установить новые настройки). Также может потребоваться сделать вызовы ioctl с определенными параметрами. После этого при записи в файл данные будут отправляться через порт, а при чтении программа будет получать уже принятые данные из буфера СОМ-порта.
Устройства с именами «ttyxx» используются как серверные, то есть приложение, открывшее данное устройство, обычно ожидает входящего звонка от модема. Классическим таким приложением, используемым по умолчанию, является getty, которая ожидает входящего звонка, далее настраивает COM-порт в соответствии с файлами конфигурации, выводит туда "login: ", принимает имя пользователя и запускает как потомка команду «login ИмяПользователя», со стандартным вводом и выводом, перенаправленными в COM-порт. Эта команда, в свою очередь, запрашивает и проверяет пароль, и в случае успеха запускает (не как потомка, а вместо себя вызовом execve в том же процессе) default user shell, прописанный в файле /etc/passwd.
Эта технология исторически возникла в 1970-е годы, когда под ОС UNIX использовались компьютеры вроде PDP-11 (в СССР серия называлась СМ ЭВМ) или VAX, допускающие подключение многих терминалов для работы многих пользователей. Терминалы — а значит, и весь интерфейс пользователя — при этом подключались через последовательные порты, с возможностью подключения вместо терминала модема и дальнейшего дозвона на компьютер по телефону. До сих пор в UNIX-подобных ОС существует терминальный стек, и обычно 3 реализации терминалов — последовательный порт, консоль текстового режима экрана+клавиатура, и «обратная петля» в один из открытых файлов управляющего приложения (так реализованы telnetd, sshd и xterm).
Клиентские устройства последовательного порта, предназначенные для совершения звонков вовне, во многих UNIX (не во всех) называются cuaxx.
Так как последовательный порт в UNIX доступен только через терминальный стек, он может быть управляющим терминалом для процессов и групп (посылать SIGHUP при разрыве связи от модема и SIGINT при нажатии Ctrl-C), на уровне ядра поддерживать редактирование последней введенной строки клавишами стрелочек, и т. д. Для отключения этой возможности с целью превращения устройства в «трубу» для потока байт необходимы вызовы ioctl.

### OS/2
Имеющийся драйвер COM.SYS поддерживает только 4 COM-порта, каждый из которых должен иметь свою линию прерываний. Для обслуживания COM-портов с общей линией прерывания необходимо воспользоваться драйвером SIO.

### Android
Так как Android работает на ядре Linux, то и работа с COM-портами в Android в принципе аналогична работе в Linux. Но надо учитывать, что для работы с COM-портами в Android нужны root-права.

### Виртуальные порты
В настоящее время физические интерфейсы на основе UART практически исчезли из бытовой цифровой техники. Однако удобство пользования и обилие программного обеспечения, использовавшего доступ к внешним устройствам через COM-порт, вынудило разработчиков подключаемых к компьютерам устройств создавать драйвера виртуальных COM-портов (VCP — virtual COM port). То есть COM-портов, для которых не существует соответствующего аппаратного UART.

## Коммуникационные протоколы
Только в очень редких задачах допустимо слать через UART прямой поток данных. Как правило, необходимо указывать начало и конец блока данных; обеспечивать контроль целостности данных и выполнять восстановление потерянных элементов; управлять потоком данных для предотвращения перегрузки входного буфера и т. п. Для этих и многих других целей придумывают протоколы связи — соглашения о специальных наборах данных, которыми обмениваются обе вычислительные системы для успешного выполнения задачи по установлению связи и передаче основных данных. Алгоритмы протоколов зависят от задач, которые поставлены перед системой, и особенностей физического уровня UART. Алгоритм протокола обычно реализуются программно, а не аппаратно.
Существует большое количество разнообразных протоколов связи, предназначенных для использования с UART. Наиболее известные:
- Modbus. Семейство протоколов типа «запрос-ответ», популярное в промышленной автоматике. Ориентированы на управление оборудованием короткими командами.
- AT-команды телефонных модемов. Набор текстовых команд, позволяющих управлять работой модема при установлении соединения.
- PPP — протокол широко использовался при подключениях к интернету через модем. Позволяет выполнять аутентификацию пользователя у провайдера, шифровать данные и т. п.
- IrDA — семейство протоколов для оптического беспроводного физического уровня.

## Стандартизация
Идея асинхронной передачи данных появилась в те далёкие времена, когда о стандартизации ещё мало заботились и лучшее, что можно было ожидать от поставщиков разрозненных решений, — так это открытая публикация алгоритмов работы своих изделий. Собственно, поэтому стандарта UART как такового нет, но логика работы UART описана как часть продукта во многих других стандартах: токовая петля, RS-232, ISO/IEC 7816 и т. п.